# Starheid (economie)
Het begrip starheid beschrijft in de sociale wetenschappen en in het bijzonder de economische wetenschap een situatie waarin een variabele weerstand biedt tegen verandering.  
Starre prijzen vormen bijvoorbeeld een uiterst belangrijk bestanddeel van de macro-economische theorie, als een verklaring waarom markten op de korte termijn of zelfs op de lange termijn niet naar een evenwicht tenderen. 
Ook de nominale lonen worden vaak als star beschouwd. Marktwerking kan de reële waarde van arbeid in een bedrijfstak doen afnemen, maar op de korte termijn zullen de lonen constant blijven. Dit wordt veroorzaakt door factoren zoals prijsregelgeving, juridische en contractuele verplichtingen (bijvoorbeeld vaste arbeidsovereenkomsten), vakbonden, menselijke koppigheid, menselijke behoeften of eigenbelang. 
Starheid kan in één richting veel sterker van toepassing zijn dan in de andere richting. Er is bijvoorbeeld veel minder weerstand tegen loonstijgingen dan tegen loondalingen. Toch zal ook een "star neerwaartse" variabele op de lange termijn dalen tot het evenwichtsniveau.